# 兹代斯拉夫·弗尔多利亚克
兹代斯拉夫·弗尔多利亚克（1971年3月15日—），克罗地亚男子水球运动员。他曾代表克罗地亚参加1996年和2008年夏季奥林匹克运动会水球比赛，其中1996年奥运会获得一枚银牌。